# バービカン・センター

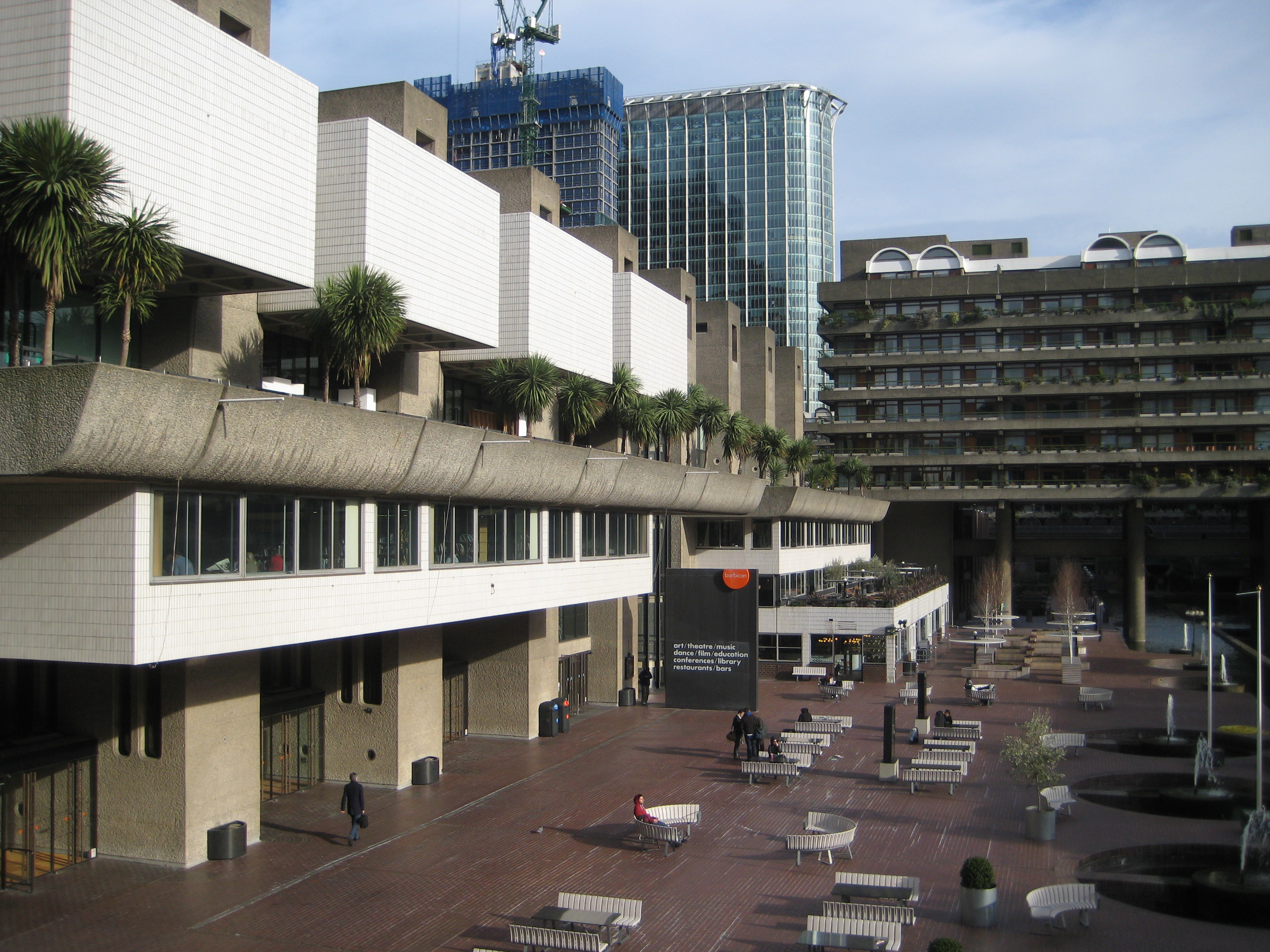
広場とカフェ（レイクサイド・テラス側）

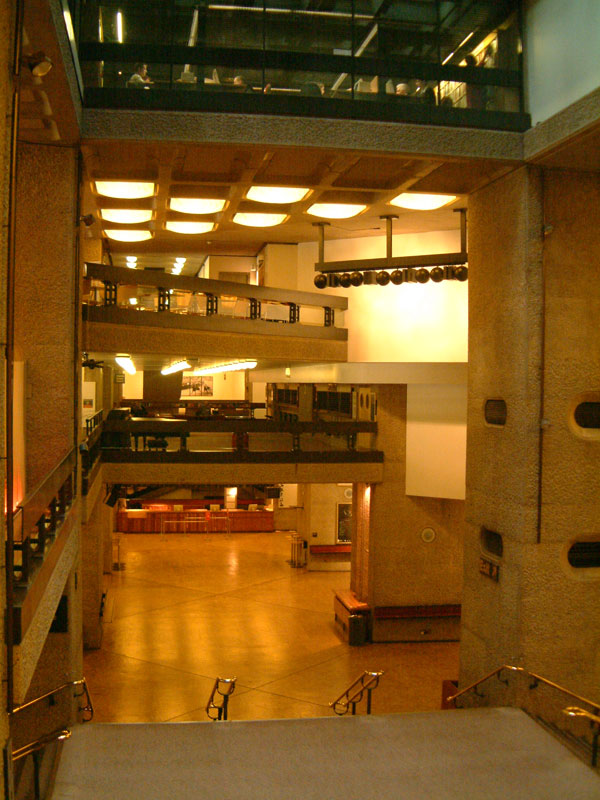
コンサートホールのホワイエ付近。上階にギャラリーと図書館がある。

バービカン・センター（Barbican Centre）は、ヨーロッパ最大の文化施設。イギリス・ロンドン東部シティ・オブ・ロンドンの商業･居住複合再開発区バービカン・エステートに1982年に完成した。敷地内にコンサートホール、劇場、映画館、アートギャラリーが置かれ、公共図書館、3つのレストランほか大学の音楽学部ほかが入居している。
コンサートホールはロンドン交響楽団ならびにBBC交響楽団の本拠地である。ロイヤル・シェイクスピア・カンパニーは2001年から当地を離れ、2013年に本拠地をここに戻した。

## 概要
敷地は第二次世界大戦の爆撃で廃墟となり都市計画が成り立たなかった地区にあり、再開発を機に1億6100万ポンドの莫大な建設費を投じて芸術の中心を建設した。1982年3月3日、女王エリザベス2世の名の下に「国民へのプレゼント」として開場、以来、コーポレーション・オブ・ロンドンが運営する。ブルータリズム（建築様式）の代表的な建造物である。
グローバル文化地域ネットワーク（英語）に加盟し、現代音楽のコンサートや劇の上演、展覧会を行う。
映画館では『となりのトトロ』をイギリスで初めて上映し（2001年）、劇場では2022年10月に同アニメ作品を舞台化した｢となりのトトロ｣を初演した。翌11月時点で公演期間2ヵ月分のチケットが完売した。

## 施設
- バービカン・ホール：ロンドン交響楽団とBBC交響楽団の本拠地。1949名収容。
- バービカン・シアター：ロイヤル・シェイクスピア・カンパニーの本拠地[2]。1166名収容。
- ピット・シアター：200名収容。
- バービカン・アートギャラリー：1400平方メートルの美術館と800平方メートルの馬蹄形のカーブギャラリーがある。
- バービカン・シネマ：3つの映画館があり、それぞれ定員は288名、255名、155名。

## 最寄りの駅
ロンドン地下鉄
- セントポール駅 St Paul's tube station

- バービカン駅

- ムアゲイト駅 Moorgate tube station

国鉄
- ファリンドン駅
- リバプール・ストリート駅